# Latino volgare
Il latino volgare (in latino sermo vulgaris) è l'insieme delle varianti della lingua latina parlate dalle diverse popolazioni dell'Impero romano. La sua principale differenza rispetto al latino letterario è la maggiore influenza dei substrati linguistici locali e la mancanza di una codificazione legata alla scrittura.

## Caratteristiche
Il latino volgare include tutte le forme tipiche della lingua parlata che, quindi, proprio per tale natura erano più facilmente influenzabili da cambiamenti linguistici e da influssi derivati da altre lingue. La lingua latina sviluppatasi, cresciuta e diffusasi con Roma e la sua statalità nell'Impero, era divenuta col tempo la lingua di una minoranza elitaria, del ceto amministrativo mercantile e dei letterati, ben lontana dalla lingua parlata quotidianamente da tutte le genti a tutti i livelli sociali.
Diverse, infatti, erano le lingue dei popoli o volgo che restavano radicate a lingue o parlate preesistenti al latino e più o meno influenzate dalla lingua di Roma. Quindi la lingua latina, benché si fosse diffusa in tutto il territorio occupato da Roma subendo, e imponendo a sua volta, influenze secondo i territori, risultava essere più una lingua franca e, per certe genti, una lingua modello da imitare, un esempio di lingua culturalmente elevata. In Oriente, quindi, la presenza di una cultura greca molto forte fu ostacolo al radicarsi del latino, mentre in territori come la Gallia, la Dacia e l'Iberia la lingua latina influenzò significativamente le parlate locali.
Una distinzione tra latino letterario e latino volgare non è applicabile ai primi tre secoli di storia romana, quando le necessità della vita avevano forgiato una lingua non del tutto formalizzata dal punto di vista grammaticale. Si può infatti dire che i documenti latini più antichi riflettono molto da vicino o corrispondono del tutto alla lingua parlata all'epoca in cui furono redatti. Le prime opere letterarie in latino compaiono nella seconda metà del III secolo a.C. e riflettono un'importante evoluzione, effettiva sia sul piano lessicale sia sul piano grammaticale, che corrisponde all'espandersi dell'influenza di Roma. Nel II e nel I secolo a.C. (gli ultimi secoli della Repubblica) il latino letterario in uso nell'Urbe si sviluppa come stilizzazione del latino parlato, per cui con ogni probabilità sussisteva ancora una concreta prossimità tra le due forme. D'altra parte, ancora nel periodo repubblicano, tra gli strati meno colti dell'Urbe e più ancora in provincia, dovevano svilupparsi varianti significative e queste tendenze si fanno più manifeste con l'età imperiale.
I popoli vinti dai Romani appresero la lingua dei dominatori e questa si sovrappose alle parlate locali. Inversamente, il latino accolse elementi dialettali, italici e non, configurandosi come "latino volgare": la lingua parlata si contrappone così alla lingua scritta, depurata da forestierismi o da elementi dialettali, formalizzata sintatticamente e grammaticalmente, fornita di un lessico controllato.
Con sermo provincialis ("parlata provinciale") o anche sermo militaris ("gergo militare"), sermo vulgaris ("lingua volgare, del volgo") o sermo rusticus ("lingua rustica, campagnola, illetterata"), si indica comunemente il modo di riferirsi dei dotti latini alle parlate delle province romane fino al II secolo d.C. Nelle province, infatti, non si parlava il latino classico, ma un latino, differente da zona a zona, che aveva subito gli influssi particolari della regione in cui era stato importato. Tali modifiche agivano sia a livello fonetico che lessicale.
Sul piano fonetico, ad esempio, nelle aree in cui, prima dell'arrivo del latino, erano utilizzate lingue celtiche, era rimasta, anche una volta adottata la lingua di Roma, la realizzazione arrotondata [y] della vocale chiusa posteriore latina /u/, pronuncia ancora conservata nel francese moderno e in alcune parlate del Nord Italia, mentre in Iberia si realizzava come [h] il fonema lat. [f] (riflesso ancora oggi nello spagnolo hacer < latino facĕre, harina < latino farina). Sul piano lessicale, ad esempio, nelle parlate volgari si tendeva a servirsi di metafore concrete piuttosto che di vocaboli neutri (si usava testa, ossia "vaso di coccio a forma di testa umana", al posto del latino caput) e tali metafore rispondevano più alla cultura della lingua di sostrato.

### La crisi del III secolo e la nascita delle lingue romanze
A partire dalla crisi del III secolo, a causa della caduta del prestigio culturale di Roma e poi dell'autorità politica del suo potere centrale, della diminuzione dei rapporti commerciali con le province, dell'avvento del Cristianesimo, e poi delle invasioni barbariche (che portarono in Italia prima i Goti nel V secolo, poi i Longobardi nel VI ed inoltre i Visigoti in Spagna; i Franchi in Francia), le varie parlate volgari cominciarono ad evolversi, fino a diventare vere e proprie lingue (le lingue neolatine). L'evoluzione di ognuna di queste fu autonoma, ma quasi tutte ebbero alcune caratteristiche comuni:
- il passaggio dall'opposizione di quantità vocalica (ossia con pronuncia più o meno prolungata delle vocali, a seconda della loro lunghezza) a un'opposizione di timbro (le vocali medie brevi lat. Ĕ e Ŏ vengono pronunciate aperte [ɛ, ɔ], quelle lunghe (Ē e Ō) come chiuse [e, o], e in quest'ultime tendono a confluire anche le vocali più alte di lunghezza breve del lat. Ĭ, Ŭ;
- L'accento di parola passa dal tipo dinamico (ricostruito per il periodo lat. classico sulla base del principio della quantità vocalica, secondo cui sarebbe ipotizzabile una pronuncia con diversa altezza del suono della vocale tonica rispetto alle sillabe atone) a quello intensivo (la sillaba accentata è realizzata con maggiore intensità, così com'è attualmente nell'italiano);
- la caduta di sillabe atone interne o finali di alcune parole, già pronunciate più debolmente (così, da parabolare avremo parlare in italiano, con caduta della terza sillaba, parler in francese, e così via);
- la perdita della forma passiva sintetica dei verbi, tipica del lat. classico (il tipo lat. amatur "è amato") a vantaggio della generalizzazione della costruzione analitica mediante l'uso del verbo ausiliare essere (il tipo amatur è sostituito da amatus est "è amato"), già presente per le forme di perfetto nel lat. classico (in cui il tipo amatus est significa "fu amato");
- la perdita del futuro sintetico del lat. classico (il tipo lat. amabo "amerò") a vantaggio di una costruzione analitica, in seguito semplificata, formata dall'infinito del verbo + il presente di (h)abere (amare + abeo, dove "habeo" tende a contrarsi in "ao", per cui "amarào" > "amarò", quindi "amerò" in italiano, o "(j')aimerai" in francese, "aimer + ai", ecc.);
- lo sviluppo del modo condizionale, che si forma similmente al precedente, combinando all'infinito del verbo il perfetto (solo in italiano) o l'imperfetto (in portoghese, spagnolo e francese) di (h)abere (amare + (h)abui", che nella forma popolare diverrà (h)ebui, da cui per contrazione "ei", per cui "amare + ei" > "amarei", quindi "amerei" in italiano; "amaría" da "amar + había" in spagnolo, ecc.).

A partire dal sermo provincialis di ogni zona, quindi, si svilupperanno dialetti e lingue romanze (o neolatine, vista la loro discendenza dal latino), che già all'inizio dell'anno Mille daranno vita ad una situazione linguistica ben definita: nella penisola iberica avremo l'antico galiziano a nord ovest (da cui deriverà anche il portoghese), i dialetti castigliani-asturiani (da cui deriverà lo spagnolo) al centro-nord, l'aragonese a nord-est e numerosi dialetti mozarabi al centro-sud, successivamente estinti con la Reconquista. Nell'odierna Francia e nei Pirenei orientali si differenzieranno il francese (o lingua d'oïl) a nord, l'occitano (o lingua d'oc) al centro-sud, il catalano a sud-ovest ed il franco-provenzale al centro-est. Nell'area alpina centro-orientale si svilupperanno le lingue retoromanze (friulano, romancio e ladino, nonché dialetti minori come l'antico tergestino). In Italia settentrionale si svilupperanno le lingue gallo-romanze (piemontese, lombardo, ligure, emiliano-romagnolo) e il veneto. Nell'Italia centro-meridionale l'istrioto, il toscano, l'italoromanzo centrale (umbro, marchigiano, laziale), l'italoromanzo meridionale (abruzzese, molisano, pugliese, campano, calabrese settentrionale), parlato in gran parte del meridione continentale, e l'italoromanzo meridionale estremo (il siciliano, il calabrese della Calabria meridionale e il salentino in Salento). Nelle isole di Sardegna e Corsica si affermerà il sardo e il corso, con quest'ultimo che finirà successivamente per subire le influenze del toscano; sulla costa orientale dell'Adriatico, nei Balcani, si troveranno le lingue balcanoromanze, tra cui il dalmatico (estinto), i dialetti morlacchi e quello delle lingue dacoromanze.
Anche dopo la crisi del III secolo (e il deficit formativo che dovette comportare) e dopo l'avvento del Cristianesimo (con l'avanzare di corpi sociali in precedenza privi di rilevanza e l'imporsi di nuove tradizioni), i grammatici si sforzeranno di far rispettare una forma sorvegliata e insieme elegante di scrittura.

## Le fonti del latino volgare
La ricostruzione di una lingua parlata come il latino volgare non può che essere indiretta. Le fonti disponibili per questa lingua sono:
- iscrizioni private, in cui lo scalpellino può essere incappato in qualche forma di volgarismo (interessanti a questo proposito i graffiti pompeiani)
- le condanne dei grammatici verso alcune forme, la cui vitalità è così attestata (si veda ad esempio la Appendix Probi, dove ad una forma "sbagliata" - e più simile alla forma che poi si affermerà in italiano - viene accostata la forma regolare)
- testi redatti da semianalfabeti, specie diari e lettere (si pensi all'Itinerarium Egeriae, del V secolo, che tratta del viaggio di una monaca spagnola in vari luoghi santi della cristianità)
- il confronto tra le lingue neolatine, che permette di ricostruire retrospettivamente, anche in assenza di documenti, una forma probabile di latino parlato (un esempio di forma ricostruita è passare, non attestato ma probabilmente derivato dal sostantivo passus, visto il francese passer, l'italiano passare, lo spagnolo pasar)

## Testimonianze scritte

### Graffiti pompeiani
Le prime e maggiori testimonianze scritte provengono dagli scavi archeologici di Pompei che sono ancora oggi visibili sui muri delle case della città campana, conservati dalla cenere vulcanica del Vesuvio. I graffiti sono un'ottima testimonianza della forma espressiva del popolo del I secolo d.C.
Ad esempio l'iscrizione n.77:
Notiamo subito la caduta della m finale nella declinazione di nomi, riscontrabile anche in Venere:
Notevoli le modifiche ai verbi, in questo caso nel verbo avere, ma si trovava anche la forma ama per amat.
La caduta delle terminazioni di alcune coniugazioni verbali e di alcune declinazioni, era, quindi, già presente durante il primo Impero e, anzi, si accentuò con il tempo provocando quelle patologie linguistiche che condussero a sostenere alcune parti della frase con elementi nuovi come gli articoli.
Altri numerosi esempi si trovano nelle iscrizioni delle catacombe romane.

### Appendix Probi
L'Appendix Probi (Appendice di Probo) è un elenco delle forme corrette ed inesatte di 227 parole latine, posto da un autore anonimo risalente al III secolo d.C. in appendice ad una copia di Institutiones grammaticae, una grammatica latina attribuita a Marco Valerio Probo, un erudito e grammatico del I secolo d.C.
L'elenco testimonia l'evoluzione e le differenze del latino parlato rispetto alla lingua scritta, già in epoca tardo-imperiale.
Il testo veniva probabilmente utilizzato, infatti, a fini didattici per indicare agli allievi la forma corretta di alcuni vocaboli che nel frattempo erano stati alterati dalla pronuncia popolare.
Alcune forme scorrette risultano affini alle parole corrispondenti nella lingua volgare e nell'italiano moderno; tale fatto potrebbe indicare come, già all'epoca, fossero entrate in uso alcune tendenze che porteranno poi al volgare, come teorizzato ad esempio da Leonardo Bruni.
Alcuni esempi:
1. calda invece di calida
2. lancia invece di lancea
3. oricla invece di auris
4. facia invece di facies
5. acqua invece di aqua
6. febrarius invece di februarius
7. autor invece di auctor
8. autoritas invece di auctoritas

## La fonologia del latino volgare

### Vocali
Nel passaggio del latino classico al latino volgare si ha un cambiamento riguardo alle vocali; da un sistema fondato sulla durata si passa a un sistema fondato sulla qualità vocalica, di apertura (vocali aperte e chiuse). Il latino classico aveva due gruppi di vocali: le vocali brevi (ĭ ĕ ӑ ŏ ŭ) e le vocali lunghe (ī ē ā ō ū). Queste ultime avevano una durata doppia rispetto alle prime. Questo bastava per distinguere i significati di due parole, per esempio:
vĕnit "egli viene" ma vēnit "egli venne"
pŏpŭlus "popolo" ma pōpŭlus "pioppo"
Nel latino parlato la differenza tra vocali brevi e lunghe è sostituita dalla differenza tra vocali aperte e chiuse. Le brevi tendono ad aprirsi, invece le lunghe tendono a chiudersi. Alcune coppie di vocali che avevano acquistato un timbro quasi uguale si fondono determinando la nascita di un nuovo sistema vocalico che è alla base del sistema vocalico italiano.

#### Evoluzione del vocalismo tonico
Esempi:
|        | Classico   | Volgare             |
| prīmum | ['pri:mũ]  | ['pri:mo]           |
| sinum  | ['sinũ]    | ['seːno]            |
| tēla   | ['teːɫa]   | ['te:la]            |
| tempus | ['tɛmpus]  | ['tɛmpo]            |
| mātrem | ['ma:t.rɛ̃] | ['maːtre]/['maːdre] |
| patrem | ['pat.rɛ̃]  | ['paːtre]/['paːdre] |
| portum | ['pɔrtũ]   | ['pɔrto]            |
| pōmum  | ['pɔ:mũ]   | ['poːmo]            |
| mundum | ['mundũ]   | ['mondo]            |
| lūna   | ['lu:na]   | ['lu:na]            |

Le vocali aperte /ɛ/ e /ɔ/, quando si trovano in sillaba aperta (terminante in vocale) si dittongano in /jɛ/ e /wɔ/ rispettivamente. Esempi:
| dĕcem | ['djɛːkʲe] | pĕdem  | ['pjɛːde]  | mĕllem | ['mjɛːle] |
| bŏnus | ['bwɔːno]  | cŏrĭum | ['kwɔːrjo] | sŏlum  | ['swɔːlo] |

#### Monottongamento
Un altro importante fenomeno vocalico è il monottongamento, cioè la riduzione dei dittonghi latini AE, OE e AU a una sola vocale: da AE si passa a /ɛ/ che dittonga a sua volta in /jɛ/ in sede tonica e sillaba aperta; OE si riduce a /e/ e finalmente AU si monottonga in /ɔ/. Alcuni esempi:
| laetu(m) | > | lièto ['ljɛːto] | saepe(m)  | > | sièpe ['sjɛːpe/] | praemĭu(m)   | > | prèmio ['prɛːmjo]     |
| poena(m) | > | péna ['peːna]   | amŏenu(m) | > | amèno [a'mɛːno]  | oeconomĭa(m) | > | economia [ekono'miːa] |
| auru(m)  | > | òro ['ɔːro]     | causa(m)  | > | còsa ['kɔːza]    | laude(m)     | > | lòde ['lɔːde]         |

### Evoluzione del vocalismo atono
Le vocali brevi del latino ă, ĭ, ŭ mutano in pronuncia rispettivamente:
- ă /ɐ/→/a:/
- ĭ /ɪ/→/e/
- ŭ /ʊ/→/o/

Siccome le vocali atone non hanno una funzione distintiva, come per le toniche, tendono a essere neutralizzate in un timbro medio. Le vocali pretoniche e postoniche /i/ e /u/ tendono a scomparire: dal lat. matutīnu(m) > mattino; torcŭlu(m) > torclu > tòrchio.

### Consonanti
|               | Bilabiale | Labiodentale | Alveolare | Postalveolare | Palatale | Velare | Labiovelare |
| ------------- | --------- | ------------ | --------- | ------------- | -------- | ------ | ----------- |
| Nasali        | /m/       | (ɱ)          | /n/       |               | ɲ        | (ŋ)    |             |
| Occlusive     | /p b/     |              | /t d/     |               | (/c/ɟ)   | /k ɡ/  | /kʷ ɡʷ/     |
| Fricative     | β         | f (v)        | s (z)     |               |          | (x ɣ)  |             |
| Affricate     |           |              | t͡s d͡z     | t͡ʃd͡ʒ          |          |        |             |
| Vibranti      |           |              | r         |               |          |        |             |
| Laterali      |           |              | l         |               |          |        |             |
| Approssimanti |           |              | ʎ         |               | j        |        | w           |

Note: le labiovelari sono /kw/ e /gw/ ma realizzate spesso con un unico fono [kʷ] e [ɡʷ] con componente sia velare che labiale. Le nasali hanno il punto di articolazione omorganico alla consonante successiva.
In italiano, cioè dal volgare alla variante fiorentina e poi all'italiano standard si hanno questi mutamenti:
- caduta delle consonanti finali -M, -S, e -T.
- perdita della consonante aspirata /h/
  - hǒmo [hɔmo]→ omo ['ɔmo] (lat. vol.)→ huomo[19] ['wɔːmo] → uomo
  - harpyia [hɐrp'yja] →  arpyia [arpi:a] → arpia [arˈpiːa]
- comparsa di fonemi nuovi che non esistevano in latino:
  - dai nessi -GN- e -NI- sorge /ɲ/ raddoppiato: lĭgnum /ˈlɪŋ.nũm/ > legno [ˈleɲːo]; stāgnu(m) [ˈstaŋ.nũ] > stagno ['staɲːo]
  - il nesso -LI- si evolve in /ʎ/ raddoppiato: taliāre /taʎˈjaːre/ > tagliare [taʎˈʎaːre]; palĕa(m) > palia > paglia ['paʎːa]
  - il nesso -TI- dà /t͡s/ raddoppiato tra vocali: 
    - natiōnem /nɐt̪io:nɵ̃m/ → natione /naʈione:/ nazione [nat't͡sjoːne];
    - crēdĕntĭam /kre:dɛŋ'tɪ̯ɐ̃m/ → credenza /kre'dɛnt͡sa/
- palatalizzazione delle consonanti occlusive velari /k/ e /g/, davanti alle vocali palatali i ed e, prima in /c/ e /ɟ/ , poi in /t͡ʃ/ e /d͡ʒ/.
  - caelum' /kɐ̯ɛ̯lʊ̃m/ → celu /cɛ̯lʌ/ →/ cièlo ['t͡ʃɛ:lo];
  - gēlum /gelʊ̃m/ → gelu /ɟɛ̯lɤ/→gèlo ['d͡ʒɛ:lo]
- assimilazione di due consonanti diverse:
  - pt diventa tt: scriptu(m) > scritto; sēpte(m) > sette
  - ct diventa tt: ŏcto > òtto
  - mn diventa nn: alūmnu(m) > alunno
  - gd diventa dd: Magdalene/Magdalena > Maddalena
  - x /k͡s/ diventa ss: saxu(m) > sasso
  - ps diventa ss: ĭpsu(m) > esso
- La semivocale o semiconsonate /j/ (< lat. I in posizione intervocalica o in gruppi di vocali):
  - si sviluppa al posto della laterale postconsonantica nei nessi lat. consonante + /l/: *
    - plăttu(m) > piatto ['pjat:o];
    - flōre(m) > fiore ['fjo:re];
    - blada(m) > biada ['bja:da]

  - rafforzamento della ("raddoppia") consonante precedente: 
    - dŭplum → doppio ['dop:jo];
    - nebŭlam → nebla → nebbia ['neb:ja];
    - rabĭam → rabbia [rab:ja]

  - Muta in /d͡ʒ/ in posizione iniziale seguita da vocale, viene raddoppiata in posizione intervocalica, probabilmente come stadio intermedio fu /ʝ/.
    - ĭūdĭcem /'juːdɪ̯kɵ̃m/ → giudice /ˈd͡ʒudit͡ʃe/
    - ĭŭgum  /'jʊ̯gʊ̃m/ → giogo /ˈd͡ʒo:go/
    - pēĭus /'peːjʊ̯s/ → peggio /ˈpɛd͡ʒ:o/
    - baĭŭlum /'βajʊ̯lʊ̃m/→ bàggiolo  /ˈbad͡ʒ:olo/

## Il lessico del latino volgare
Un confronto sul piano lessicale tra lingue romanze è spesso utile per cercare di ricostruire retrospettivamente alcune forme del latino volgare. Si parla di forme ricostruite quando queste non siano attestate in letteratura ma la loro esistenza è ritenuta probabile. Ad esempio, il latino classico putēre ‘puzzare‘ potrebbe avere originato pūtiu(m), da cui il moderno italiano puzzo, alla base del verbo puzzare, che ha sostituito putēre.
Una porzione di lessico del latino volgare rappresenta una evoluzione rispetto al latino classico. Ad esempio, testa(m), da cui origina il moderno italiano testa, ha parzialmente sostituito nel lessico comune il latino classico caput. È probabile che nel parlato il caput venisse indicato scherzosamente con altri termini cavati metaforicamente dal linguaggio delle cose quotidiane (così come si dice oggi coccio o zucca); testa(m) significava originariamente solo ‘vaso di terracotta’: via via la venatura ironica scomparve e caput sopravvisse come capo solo in certi contesti dotti. Un altro esempio riguarda la parola fuoco: in latino classico abbiamo ignis, mentre fŏcus indicava solo il focolare domestico. Quanto a casa, in latino classico si indicava con questa parola esclusivamente una baracca, una casetta di campagna: dŏmus sopravvive invece nell'italiano moderno duomo.
| Latino classico | Latino volgare                              | Italiano  |
| --------------- | ------------------------------------------- | --------- |
| amita, matrua   | thia (dal greco)                            | zia       |
| cogitare        | pensāre                                     | pensare   |
| cruor           | sanguis                                     | sangue    |
| domus           | casa                                        | casa      |
| edere, ēsse     | comedere, mandūcāre                         | mangiare  |
| emere           | comparāre                                   | comprare  |
| equus           | caballus (dal gallico)                      | cavallo   |
| felis           | cattus                                      | gatto     |
| ferre           | portāre                                     | portare   |
| genu            | genucŭlum                                   | ginocchio |
| gladium         | spatha (dal greco)                          | spada     |
| ictus           | colaphus (dal greco)                        | cólpo     |
| ignis           | focus                                       | fuoco     |
| lapis           | petra (dal greco)                           | pietra    |
| loqui           | fābulari, parabolāre (la seconda dal greco) | parlare   |
| ludere          | iocāri                                      | giocare   |
| magnus          | grandis                                     | grande    |
| omnis           | totus                                       | tutto     |
| posse           | potēre                                      | potere    |
| pulcher         | bellus, formosus                            | bello     |
| pūmilus         | nānus (dal greco)                           | nano      |
| ōs              | bucca                                       | bocca     |
| scire           | sapĕre                                      | sapere    |
| sīdus           | stēlla                                      | stella    |
| vocare          | clamāre                                     | chiamare  |